# Agrotacris witotae
Agrotacris witotae är en insektsart som beskrevs av Christiane Amédégnato 1985. Agrotacris witotae ingår i släktet Agrotacris och familjen gräshoppor. Inga underarter finns listade i Catalogue of Life.